# 側頭耀鯰
側頭耀鯰，為輻鰭魚綱鯰形目塘虱魚科的其中一種，分布於非洲剛果民主共和國的Ituri河流域，棲息在水底，體長可達20公分。

## 扩展阅读
維基物種上的相關：側頭耀鯰